# Radijalno stablo
Radijalno stablo ili radijalna mapa je metod prikazivanja strukture stabla (npr. Strukture stabla podataka) na način da se širi prema spolja, radijalno. To je jedan od mnogih načina da se vizuelno prikaže stablo, sa primerima koji se protežu unazad do početka 20. veka. U upotrebi, to je tip grafike informacija.

## Upoređivanje sa drugim strukturama
U jednostavnom slučaju prvi čvor je u vrhu, a povezani čvorovi ispod. Pošto uobičajeno, čvor ima više od jednog deteta, oblik koji proizilazi je relativno triangularan. U radijalnom prikazu, umesto da se se svaka sledeća generacija prikazuje u redu ispod, svaka nova generacija se prikazuje u novoj spoljnoj orbiti.
Pošto dužina svake orbite raste sa prečnikom, ovde obično ima vise prostora za čvorove. Čvorovi u radijalnom stablu će pokriti veću oblast kako rastu nivoi. Koristimo termine nivo i dubina u istom smislu. Međutim, broj čvorova raste eksponencijalno sa rastojanjem od početnog čvora. Dok kružnica svake orbite raste linearno, tako da na spoljašnjim orbitama, čvorovi su gusto postavljeni.

## Osnovna struktura
Ukupno rastojanje  „d“ je rastojanje između nivoa grafa. Izabrano je tako da ukupna struktura staje na ekran. Strukture se stvaraju od centra, korena. Prvi nivo je specijalan slučaj zbog toga sto svi čvorovi imaju istog roditelja. Čvorovi za prvi nivo mogu biti raspoređeni podjednako, ili izmereni u odnosu na broj njihove dece. Za sledeće nivoe deca su smeštena u sektorima preostalog prostora tako da dete čvor jednog roditelja  se ne preklapa sa drugima. Ima mnogo verzija ovog algoritma za bolju vizuelno uravnoteženu strukturu, da bi se omogućila prolazak od čvora do čvora (menjajući centar), ili da bi se smestile oznake čvorova i pomešale forsirane structure sa radijalnim strukturama. Struktura ima neke sličnosti sa hiperboličkim stablom, ali ključna razlika u tome sto hiperboličko stablo je zasnovano na hiperboličkoj geometriji dok je u radijanom stablu rastojanje između orbita relativno linearno.

## Primeri
- „MindMenager“ i „MindMaper“ su sistemi mapiranja uma. Koji mogu da naprave structure slične radijalnima iako nisu radijane posle drugog nivoa.
- „SpicyNodes“ je pristup za vizualizaciju hijerarhija, sto omogućuje od čvora do čvora.